# X-FILES
X-FILES（エックスファイル）は、2011年7月にSANKYOから発売された、アメリカで製作された同名SFテレビドラマX-ファイルとのタイアップが実現したパチンコ機のシリーズ名。
CR X-FILES 宇宙人帰還計画！ ST80の1機種がある。

## 概要
液晶画面でありながら、ドット演出がメインとなっているデジパチ。

一度突入すれば96%の継続率でループするST「XTRA-RUSH」を搭載している。XTRA-RUSHに突入するには2つの条件をクリアする必要がある。

通常時にUFO図柄が停止することで突入する「UFO-CHANCE」に移行した後、UFOが落下することで第1段階突破となる。UFO図柄が停止する確率が約1/25で、UFO-CHANCEのおよそ5分の1でUFOが落下する。

UFOが落下した後に5回転の「UFO-ZONE」へと移行する。UFO-ZONE中は電サポが発生し、5回転以内に大当たり（25分の1）を引くことができればXTRA-RUSH突入となる。

XTRA-RUSH中は大当たりを重ねることでBGMが変化し、過去の名機の楽曲が連チャンを演出する。連チャン数に従い「新人捜査官」→「探究心のある捜査官」→「科学捜査官」と称号がグレードアップすると共に、液晶上では宇宙人の成長を見守ることができる。

宇宙人が家を建てるところから始まり、21連チャン目には火星人との宇宙戦争が勃発。31連チャン目で雇っていた執事が天へ召される「昇天演出」で幕を閉じる。

XTRA-RUSHは通常時から直接突入する場合もあり、図柄揃いの大当たりの場合は直撃大当たりとなる。通常時の図柄揃い確率は1/6253となっている。

実質RUSH突入率は1/706.5となっている。

## スペック
- CR X-FILES 宇宙人帰還計画！ ST80[1]
  - 賞球数 3&10&15
  - 大当たり最高継続 2R
  - UFO-CHANCE突入率 1/25.01
  - UFO-ZONE中大当たり確率　1/25
  - XTRA-RUSH中大当たり確率　1/25
  - ST突入率　100%
  - 継続率　96%
  - 確変期間　80回転まで
  - 時短システム　なし（ST中0or5or80回転電サポ）

## 図柄
- XTRA-RUSH突入図柄
  - 1
  - 2
  - 3
  - 4
  - 5
  - 6
  - 7
  - 8
  - 9
- UFO-CHANCE突入図柄
  - UFO図柄

## 演出
予告アクション
- FILEナンバー予告

液晶右下にファイルナンバーのスタンプが連続で出現する先読み予告。ナンバーが進むほど信頼度がアップし、4まで進めば激アツとなる。いきなり2～4からスタートするパターン、数字を飛ばすパターンも存在する
- コウモリ予告

順目･逆目などのチャンス目停止から発生する先読み予告。コウモリ出現数は1匹or大群の2パターンが存在し、大群が多いほど信頼度がアップする。
- スタンプ予告

デジタル変動中にスタンプが出現。「CHANCE」「FBI」「リーチ」「SECRET」「X」などの文字が出現する予告演出。UFOマークやデカXなどが出現するとアツい。
- 横切り予告

画面上を未確認物体が通過する予告。雪男の足跡やスクウィーズの指紋跡、ホワイトシャドウなどが表示される。
- シャッター貼りつき予告

画面にXテープや蜘蛛の巣、液体などが貼りつく予告。Xテープは色、蜘蛛の巣と液体は量で期待度を示唆している。
- 目玉予告

画面下に目玉のアップが出現。普通の目･青く濁った目･ブラックオイルの目･スクウィーズの目など、複数のパターンが存在する
- 背景変化予告

液晶の背景が移行。背景の種類は非常に豊富で、「フィルム現像ルーム」「レントゲンモニター」「宇宙モニター」「実験用マウス飼育機」「石板保管室」「電子顕微鏡」「動体レーダー」などが用意されている。
- 保留ランプ先読み予告

保留ランプの色が変化する先読み予告。黄色、緑、赤、ピンクなどに変化する可能性がある。
- デジャブ先読み予告

同じ予告や停止出目が連続する先読み予告。UFO-CHANCE突入期待度は50%近くある強めの演出である。
- X-LEDランプ先読み予告

変動停止時にX型のランプが点灯し、LEDのランプの色が変化していく。白や青より黄色や赤がアツい。

リーチアクション
- ロングリーチ

ロングリーチは全6種類で、それぞれに強弱が存在する。「砂煙」「トルネード」「波紋」「氷」「炎」「雷」の6パターンのいずれかが発生する。期待度は砂煙→トルネード→波紋→氷→雷→炎の順で高くなる。氷出現で激アツ、雷or炎出現で超激アツとなる。液晶上部と下部でアクションが矛盾している場合も超激アツパターンとなる。
- ミステリーサークルリーチ

UFO役モノが落下する度にライン数が増加する演出。最大3ラインで、数が多いほど信頼度もアップする。リーチ中に出現する鳥の数でも期待度を示唆しており、鳥群ならチャンスアップとなる。
- ドットリール演出

3桁のドットデジタルが1つになり巨大化。宇宙人の顔が止まれば「ゆーほーみっしょん」発展となり、Vが止まればXTRA-RUSH突入確定となる。配列パターンは全6通りで、「全て宇宙人」や「全てV」といった激アツパターンも存在する。
- UFO-MISSION CGリーチ

宇宙人に会えればUFO-ZONE突入となるリーチで、多数のパターンが存在する。「３つのカプセル」「ジャンプ」「パンデミック」「崖登り」「追跡」「アブダクト」「シルエット」の全7種存在する。
リーチ中の「煽り」によって信頼度が変化し、「ジャンプ煽り」→「追跡煽り」→「３つのカプセル煽り」→「パンデミック煽り」→「崖登り煽り」→「アブダクト煽り」→「シルエット煽り」の順に信頼度が高くなる。

UFO-CHANCE中の演出
UFO-CHANCE中はUFO-ZONE突入信頼度を示唆する演出が発生する。
- パネル

パネルは画面下に出現し、「?」→「連打」→「一撃」→「UFO-ZONE」の順でUFO-ZONE突入信頼度がアップする。
- タイトル文字

UFO-CHANCE突入時のタイトルの文字色が「青」→「赤」→「金」の順でUFO-ZONE突入信頼度が高くなる。金ならUFO-ZONE突入濃厚となる。
- 役モノパターン

UFO-CHANCE消化中は、役モノの有無や動きで信頼度を示唆する。「宇宙人役モノなし」→「宇宙人役モノ顔出し」→「宇宙人役モノ首振り」の順にUFO-ZONE突入信頼度がアップする。

UFO-ZONE中の演出
UFO-ZONE中は、様々な専用演出が発生する。UFO-ZONE限定のリーチアクション「ゆーほーみっしょん」は全3パターン存在する。いずれもボタン連打で宇宙人役モノが「ぐれいとゆーほー」に乗り込めばXTRA-RUSH突入となる。
- シャッターステップアップ予告

シャッターが開閉し、宇宙人の数が多くなるほど信頼度がアップする予告。人数が多くなるにつれて背景の色も変化し、ステップ5（5人）まで発展すれば激アツである。
- メッセージ予告

デジタル変動中に英文のメッセージ（日本語訳付き）が出現。メッセージは多数のパターンが存在する。
- ゆーほーみっしょん･壁壊し

「壁壊し」では、途中で出てくる宇宙人の数と、壁の種類で期待度を示唆する。壁は「レンガ」→「丸太」→「ワラ」の順で信頼度がアップする。
- ゆーほーみっしょん･導火線

「導火線」では3段階の炎の大きさと、途中で登場する宇宙人の数で期待度を示唆する。炎は大きいほどチャンスップとなり、宇宙人は数が多いほど期待度が高くなる。
- ゆーほーみっしょん･引き上げ

ゆーほーみっしょんの中では最も信頼度が高い。作業する宇宙人は「1匹」→「3匹」→「巨大宇宙人」の順でチャンスアップとなる。途中で出現するネジの色でも期待度を示唆しており、金のネジが出現すればXTRA-RUSH突入確定となる。

XTRA-RUSH中の演出
XTRA-RUSH中は変動中に予告は発生するが、リーチは発生せず、大当たりする際は図柄が即揃う。
- ファイナルハンマーチャンス

XTRA-RUSHが残り5回転になるとファイナルハンマーチャンスとなり、専用の演出が発生。宇宙人をUFOに乗せられれば大当たりとなる。
宇宙人の顔の色やハンマーの色などで期待度を示唆する。

プレミアム演出
- 通常時プレミアム

テロップに「飛び出せ!宇宙人!!」「YES! I DO!!」のいずれかが出現するパターンや、背景に「モルダー&スカリー」が登場すればプレミアム演出となる。
「テロップ予告の文字色が虹色だった場合もXTRA-RUSH突入濃厚となる。SANKYO系キャラクターが登場するプレミアムも満載で、リーチ後背景に夢夢ちゃん&ドラムくんが登場する演出が発生したらXTRA-RUSH突入確定である。
- UFO-ZONE中プレミアム

テロップに「Luckyモード」「ｷﾀ――ヽ(∀ﾟ )人(ﾟ∀ﾟ)人( ﾟ∀)ノ――!!」「大当りモード?」のいずれかが出現したらXTRA-RUSH突入濃厚となる。他のプレミアム演出として、シャッター予告でモルダー&スカリーが登場するパターンも存在する。
- XTRA-RUSH中プレミアム

ドット変化で「V」「BONUS」「アタリ」「つづく」「XXX」が発生したらプレミアムパターンとなる。
前兆として発生するシャッター予告は金シャッターが閉まれば大当たり濃厚となる。

大当たり楽曲一覧
| 連チャン回数 | 楽曲                     |
| ------------ | ------------------------ |
| 1〜5連       | XTRA RUSH                |
| 6〜10連      | I Want To Belive         |
| 11〜15連     | ゴースト Remix           |
| 16〜20連     | Plastic Machine          |
| 21〜25連     | パトラッシュ Remix       |
| 26〜30連     | Psychic                  |
| 31〜35連     | ゼウス Remix             |
| 36〜40連     | Blood Rain               |
| 41〜45連     | 兄貴 Remix               |
| 46〜50連     | X-Roll                   |
| 51〜55連     | 空手OH! Remix            |
| 56〜60連     | caution                  |
| 61〜65連     | マジカルカーペット Remix |
| 66〜70連     | X-FILE                   |
| 71〜75連     | Paranoia                 |
| 76〜80連     | もののけ Remix           |
| 81〜85連     | Telling Truth            |
| 86〜90連     | 道路工事 Remix           |
| 91〜95連     | Symphony or Die          |
| 96〜100連    | クィーン Remix           |